# Battaglia di Castelfidardo
La battaglia di Castelfidardo fu combattuta il 18 settembre 1860 tra l'esercito del Regno di Sardegna e quello dello Stato Pontificio nell'ambito della campagna piemontese in Italia centrale. La battaglia si concluse con la vittoria dei sabaudi; le truppe papali superstiti si asserragliarono nella piazzaforte di Ancona e furono sconfitte dall'esercito sardo dopo un difficile assedio. La conseguenza della vittoria sabauda fu l'annessione al Regno di Sardegna delle Marche e dell'Umbria e quindi l'unione delle regioni settentrionali già entrate nel Regno di Sardegna nel 1859 con quelle meridionali occupate da Garibaldi. Per questo motivo la vittoria sarda nella battaglia di Castelfidardo è considerata un momento fondamentale del Risorgimento italiano: riunendo in un'unica entità politica gran parte delle regioni italiane, essa permise di proclamare la nascita del Regno d'Italia il 17 marzo 1861.
Benché combattuta tra le forze di due stati italiani, nel clima dell'epoca si rimarcò il fatto che nello schieramento pontificio militavano volontari e mercenari stranieri, comandati da generali d'oltralpe, fatto posto a giustificazione della campagna piemontese. 

## Storia

### Le cause dello scontro
Il Regno di Sardegna, con la Seconda guerra d'indipendenza italiana, aveva annesso la Lombardia. Nei mesi successivi, in seguito a plebisciti, anche le Legazioni pontificie di Bologna, Ferrara, Ravenna e Forlì, il Ducato di Parma e Piacenza, il Ducato di Modena e Reggio e il Granducato di Toscana erano entrate a far parte dei domini di Vittorio Emanuele II.
Dopo pochi mesi, Garibaldi, con la spedizione dei Mille, aveva acquisito il controllo di gran parte del Mezzogiorno d'Italia; in questo nuovo scenario il territorio dello Stato Pontificio costituiva l'unico ostacolo alla congiunzione delle regioni settentrionali e di quelle meridionali. Appellandosi alla necessità di intervenire per contrastare l'aspra repressione pontificia scatenatasi contro i moti rivoluzionari accesi dalle notizie del successo dell'iniziativa garibaldina, Vittorio Emanuele II diresse il proprio esercito, preventivamente mobilitato, verso i confini papali in quella che è nota come campagna piemontese in Italia centrale, una spedizione militare che portò all'annessione della Legazione delle Marche e della Legazione dell'Umbria.

### Due eserciti in marcia forzata
L'esercito sardo si radunò in Romagna, quello pontificio nel Lazio e nell'Umbria, con l'obiettivo di giungere nella piazzaforte di Ancona.
Ai primi di settembre si verificarono tumulti in alcune città sotto il governo pontificio (Urbino, Senigallia, Pesaro, Fossombrone), per la cui repressione si mosse l'esercito papale da poco rinnovato e rinforzato. Il governo di Torino protestò contro questa repressione e chiese con una nota ufficiale il disarmo e lo scioglimento delle truppe mercenarie pontificie, ottenendo come risposta un diniego. A seguito di ciò, l'11 settembre l'esercito piemontese al comando di Manfredo Fanti attraversò il confine, penetrando nelle Marche e in Umbria. I pontifìci volevano asserragliarsi ad Ancona perché là avrebbero potuto resistere per mesi e attendere i rinforzi da parte delle potenze cattoliche europee, che potevano giungere via mare, attraverso il porto; i piemontesi volevano impedirglielo. Cominciarono due marce forzate: ciascun esercito si concedeva poche ore di riposo notturno per arrivare prima dell'altro.
L'esercito pontificio, costituito da volontari e mercenari provenienti da tutta Europa, era comandato dal generale francese Christophe de Lamoricière. Al momento dell'invasione dei piemontesi aveva così distribuito l'esercito sul territorio da difendere: 1ª brigata generale Schmidt con quartier generale a Foligno, 2ª brigata generale marchese de Pimodan con quartiere generale a Terni, 3ª brigata generale De Courten con quartiere generale a Macerata; una brigata di riserva agli ordini del colonnello Cropt con quartiere generale a Spoleto: 10 000 uomini con 30 pezzi d'artiglieria. A questi vanno aggiunti gli effettivi della piazza di Ancona, circa 10 000 uomini. Le truppe di de Pimodan dal Lazio mossero verso Narni e proseguirono per Spoleto, Tolentino e Macerata, cercando di raggiungere più celermente possibile la piazzaforte di Ancona.
Il Regio esercito - armata delle Marche e dell'Umbria guidata dal generale Manfredo Fanti - era costituito da uomini ben addestrati e disciplinati: due corpi d'armata, il 4° (divisione quarta, settima e tredicesima) al comando del generale Enrico Cialdini, il 5° (divisione prima e divisione di riserva) guidato dal generale Morozzo Della Rocca. In totale 39 000 uomini, 2 500 cavalli e 77 pezzi d'artiglieria. Le truppe dalla Romagna si divisero in due tronconi. Uno marciò lungo la costa e a Pesaro incontrò una forte resistenza pontificia per opera del tenente colonnello Giovanni Battista Zappi, l'altro avanzò pure verso sud, ma passando a ridosso degli Appennini attraverso Urbino. I due tronconi si riunirono a Jesi, attraversarono Osimo e quindi si diressero verso Ancona.
Secondo lo storico britannico Trevelyan, l’armata del generale Fanti, impiegata in Umbria e Marche, era di 33 000 soldati, comprensiva dei corpi d’armata di Cialdini e Della Rocca. A Castelfidardo le forze piemontesi disponevano di 16 449 soldati, dei quali impiegati effettivamente 4 880, contro i soldati comandati dal pontificio Lamoricière che, pur disponendo di una forza da campo di 8 000 soldati, ne impiegò effettivamente 6 650, dei quali 3 500 della Divisione Lamoricière e 3 050 della Divisione Pimodan. Le forze piemontesi sul campo disponevano anche di 42 cannoni, dei quali 12 impiegati effettivamente.
(Proclama del generale Enrico Cialdini ai soldati del IV Corpo d'Armata)
(Ordine del giorno del generale Manfredo Fanti)

### Lo svolgimento

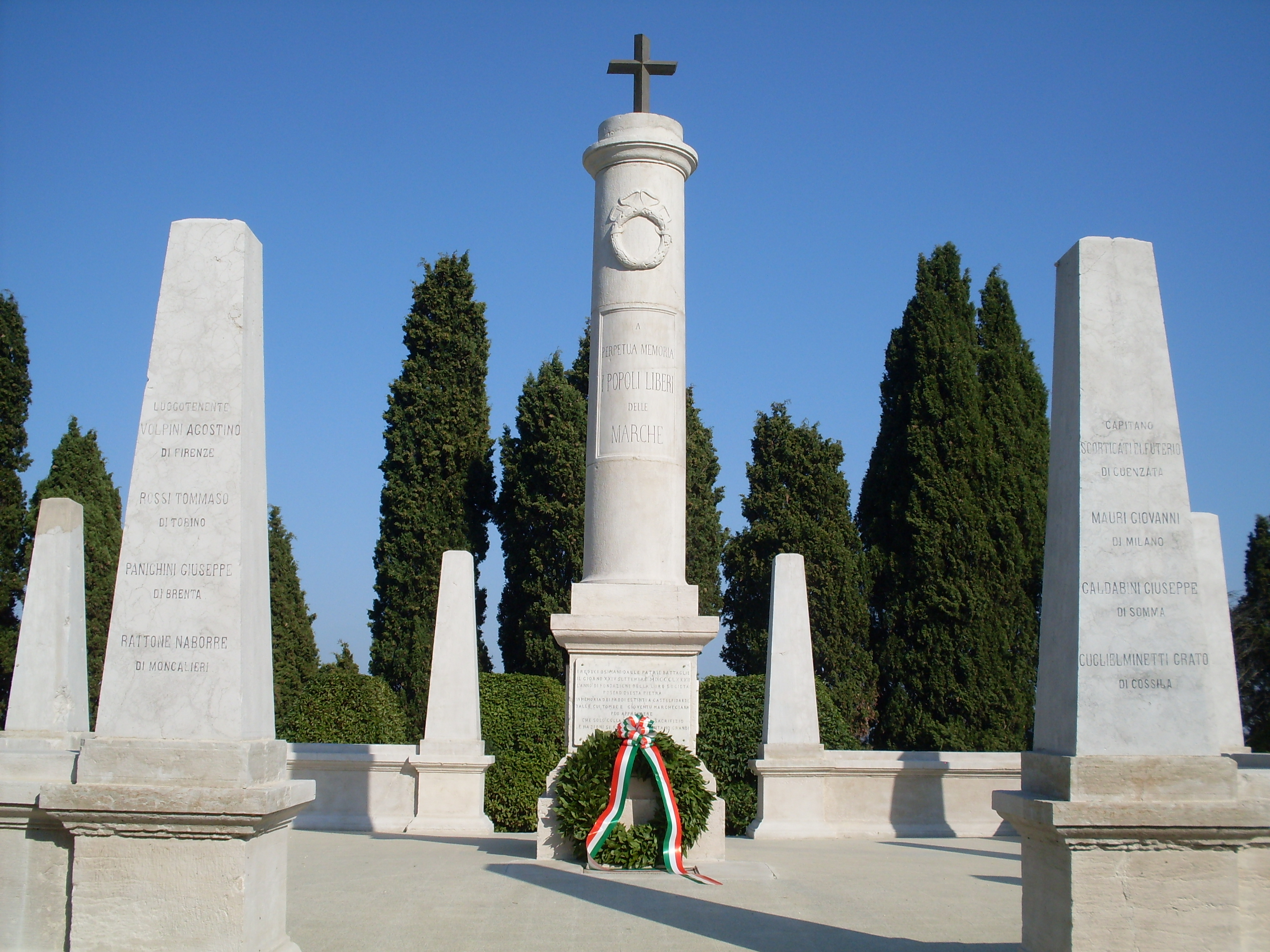
L'ossario eretto nel luogo degli scontri più cruenti

Il 13 settembre, giunti a Senigallia passando lungo la costa, invece di dirigersi verso Ancona, la quarta divisione dell'esercito sardo fece una deviazione, aggirando la città in modo da prenderla da sud; giunta a Jesi il 15 settembre, si riunì alla settima divisione, che aveva percorso un tragitto più interno. Durante la manovra di accerchiamento, il 17 settembre le truppe sarde fecero tappa a Castelfidardo, a 25 chilometri da Ancona. Cialdini stabilì il quartier generale nel Convento di S. Agostino; mentre il campo venne installato nella frazione delle Crocette.
Nel frattempo, alcuni soldati pontifici in ricognizione al di là del fiume Musone avvistarono le truppe sarde, anch'esse accampate nella zona in attesa di trasferirsi ad Ancona; ne seguirono delle schermaglie. Il generale de Lamoricière, consapevole del fatto che il suo esercito era inferiore per effettivi e per armamenti, capì che non vi erano molte speranze di vittoria. Sfruttando il fatto che il grosso dell'esercito piemontese era ancora all'oscuro della presenza nei pressi dei soldati pontifici, decise di dividere le sue truppe in tre gruppi.
Secondo il piano di de Lamoricière, il primo gruppo, comandato da de Pimodan, doveva sacrificarsi, impegnando le truppe sarde in modo da consentire agli altri due gruppi, da lui stesso capitanati, di proseguire verso Ancona percorrendo la strada di Monte Conero: Porto Recanati, Numana, Sirolo, Massignano, Poggio. Una volta giunti ad Ancona, le forze pontificie si sarebbero potute asserragliare in attesa dell'arrivo nel porto delle navi con i rinforzi provenienti dai paesi cattolici. Gli uomini al comando di Georges de Pimodan dovevano quindi affrontare le truppe sarde senza possibilità di vittoria, tra Castelfidardo e Loreto, sulle pendici del colle del Montoro e nella vallata del Musone, per permettere alle truppe di de Lamoricière di riparare ad Ancona.
L'indomani, 18 settembre, tutto andò secondo i piani: mentre de Lamoricière, non visto dai sardi, con le sue truppe era arrivato a Numana, sulla strada per Ancona, un drappello di bersaglieri sardi, nella riva destra del fiume Musone, avvista le truppe pontificie, apre il fuoco e dà l'allarme. Gli uomini di Georges de Pimodan, al grido di «Viva il Papa!» contrattaccano, guadagnando terreno palmo a palmo, casa colonica per casa colonica, mentre il grosso dell'esercito sardo era ancora accampato alle Crocette. Quando Cialdini venne a conoscenza della presenza dei pontifici, inviò tutte le sue truppe che, al grido di «Viva il Re!», rovesciarono la situazione iniziale. Una alla volta, tutte le case coloniche conquistate da Georges de Pimodan caddero nelle mani dei piemontesi.
Le sorti dello scontro subirono un rovesciamento a causa di una decisione inaspettata del de Lamoricière. Egli, resosi conto che le truppe lasciate a combattere stavano per subire una disfatta, decise di tornare a sostenere Georges de Pimodan che, già ferito più volte, stava battendosi valorosamente nonostante la situazione disperata. Questa fu una decisione sorprendente e tatticamente errata: sarebbero bastate poche ore di marcia per rinchiudersi nella piazzaforte di Ancona. Tuttavia, più che alla strategia de Lamoricière pensò alla lealtà di de Pimodan e al fatto che non se la sentiva di sacrificarlo. Così de Lamoricière tornò sul campo di battaglia; de Pimodan era stato già ferito a morte e spirava nell'ospedale da campo piemontese. Secondo alcune fonti sarebbe stato Cialdini in persona ad assisterlo negli ultimi istanti e a raccoglierne le volontà.
Dopo alcune ore di battaglia, le truppe del generale Cialdini sconfissero l'avversario; i reduci, tra cui lo stesso de Lamoricière, frettolosamente e disordinatamente ripiegarono verso Ancona passando per gli impervi percorsi del promontorio del Conero.

### La presa di Ancona e la fine delle ostilità
Il de Lamoricière e i soldati pontifici superstiti arrivarono quindi ad Ancona, dove si asserragliarono insieme con la residua guarnigione austriaca, che era stata presente in città come forza di occupazione per volontà del papa sin dal 1849, ma che in seguito alla Seconda guerra d'indipendenza era stata dislocata al Nord. Cominciò presto l'assedio: sul lato di terra c'erano i generali Manfredo Fanti ed Enrico Cialdini, davanti all'imboccatura del porto c'era la flotta condotta dall'ammiraglio Persano.
Ora si giocava il tutto per tutto: in gioco c'erano ideali opposti e inconciliabili. I volontari filo-papali (francesi, irlandesi, slovacchi, polacchi, e così via) lottavano per sostenere il dominio temporale del papa, ritenuto necessario corollario del potere spirituale; gli austriaci combattevano per impedire all'Italia di esistere come nazione, i piemontesi volevano riunificare le terre conquistate da Garibaldi con quelle annesse in seguito alla Seconda Guerra d'Indipendenza, altrimenti avrebbero avuto una nazione spezzata in due. Era inoltre necessario, per i Savoia, impedire a Garibaldi di proseguire verso Roma, per evitare pericolose conseguenze internazionali.
Il 26 settembre, in uno scontro presso il forte di Monte Pelago, avvenne un fatto notevole; il reparto austriaco di quel forte stava opponendo una strenua resistenza, spingendo il comando piemontese alla ritirata; il tamburino Antonio Peretti (anconitano, chiamato "Tupetella") suonò invece la carica, rovesciando le sorti della battaglia.
Ancona, dopo un'accanita resistenza austriaca e pontificia, il 28 settembre 1860 fu presa dal mare con un'ardita manovra navale che portò all'esplosione della batteria della Lanterna che difendeva il porto, alla quale era agganciata la catena che ne chiudeva l'imboccatura. Il giorno dopo, 29 settembre, alle ore 14, a Villa Favorita, sede del comando italiano, i pontifici firmarono la resa. Il 3 ottobre, alle ore 17, sbarcò nel porto di Ancona il re Vittorio Emanuele II accolto da una città in festa, ornata di centinaia di bandiere tricolore. La folla accorsa nelle strade percepiva la storicità del momento, che fu decisivo per la costruzione dell'unità d'Italia. In città il re accolse deputazioni delle varie province delle Marche e dell'Umbria che chiedevano l'annessione; rimase ad Ancona sette giorni, per poi rimettersi in cammino verso Teano, dove Garibaldi, nello storico incontro, avrebbe lasciato nelle sue mani il Mezzogiorno, appena conquistato.
Con la vittoria di Castelfidardo e la successiva presa di Ancona, il regno di Vittorio Emanuele II poté includere le Marche e l'Umbria: il 4-5 novembre dello stesso anno un plebiscito segnava, in modo pressoché unanime, la volontà dei marchigiani e degli umbri di voler "far parte della Monarchia Costituzionale del Re Vittorio Emanuele", sancita con Regio Decreto del 17 dicembre.
L'annessione di queste regioni, unendo in una sola entità territoriale le terre che appartenevano al Regno delle Due Sicilie in seguito alla vittoriosa spedizione dei Mille e quelle annesse in seguito alla Seconda guerra d'indipendenza, permise la proclamazione del Regno d'Italia il 17 marzo 1861.

## Commemorazioni

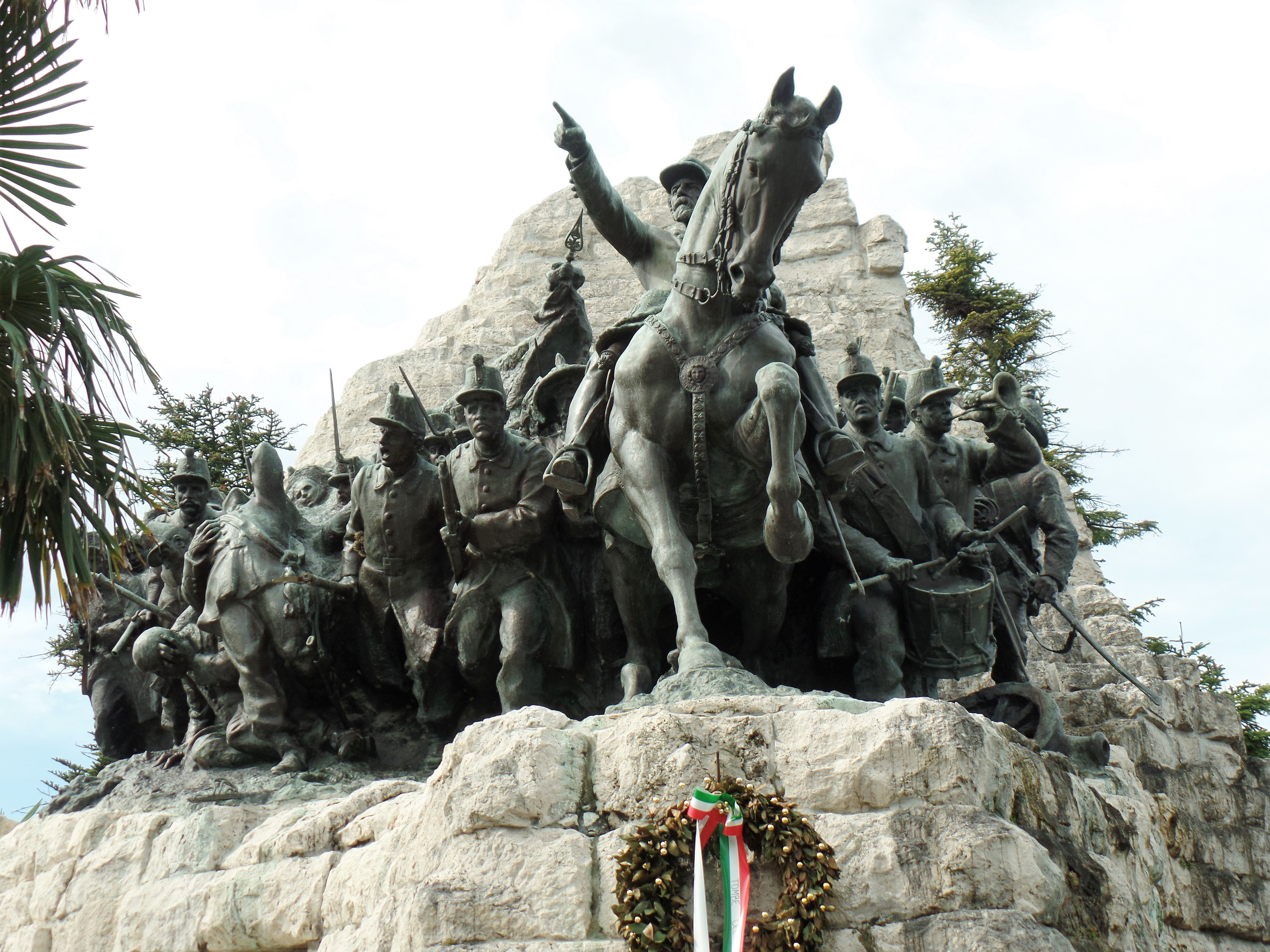
Il monumento nazionale delle Marche

Nel 1910, in occasione del cinquantenario della battaglia, si decise di erigere a Castelfidardo un monumento nazionale per immortalare l'evento. L'opera, commissionata allo scultore Vito Pardo, ricorda l'epopea del popolo italiano "impersonato dagli eserciti piemontesi" che con sofferenze, battaglie e lutti vanno verso l'unità d'Italia. Il generale Enrico Cialdini a cavallo del suo destriero indica il luogo della battaglia e simbolicamente l'Unità Nazionale. L'inaugurazione avvenne il 18 settembre 1912 alla presenza del re Vittorio Emanuele III; oratore ufficiale fu Arturo Vecchini. Il manifesto dell'evento, raffigurante la Vittoria in volo, fu creato dal pittore marchigiano Adolfo de Carolis. Il monumento, sulla cima della collina di Monte Cucco, è immerso in un parco di alberi sempreverdi ed è circondato da una cancellata artistica.
Nei pressi della Selva di Castelfidardo, uno dei luoghi della battaglia, si può visitare l'ossario, ove riposano i soldati caduti di entrambi gli schieramenti. Fu costruito a partire dal 1861, per raccogliere degnamente le spoglie precedentemente sepolte nella nuda terra e disperse in tutto il teatro degli scontri. I soldati del re e quelli del papa sono in avelli separati, in base alla posizione occupata durante il combattimento: verso il mare i pontifici e verso la collina di Montoro i piemontesi.
Nei dintorni dell'ossario sono presenti targhe di pietra che ricordano, nei luoghi in cui sono avvenuti, i più salienti episodi del combattimento; ciò rende possibile ricostruire sul campo le varie fasi della battaglia e gli spostamenti delle truppe pontificie e piemontesi e di identificare le case coloniche nei pressi delle quali si combatté.
A Castelfidardo è presente anche un Museo del Risorgimento, che raccoglie interessanti cimeli e documenti relativi alla battaglia.
La battaglia di Castelfidardo è ricordata nella toponomastica di moltissime città d'Italia. Tra esse: Torino, Pinerolo, Genova, Milano, Monza, Busto Arsizio, Padova, Vicenza, Bologna, Castel San Pietro Terme, Imola, Ravenna, Rimini, Firenze, Poggibonsi, Ancona, Barbara, Chiaravalle, Cingoli, Civitanova, Falconara Marittima, Fano, Jesi, Loreto, Osimo, Pesaro, Recanati, Senigallia, Terni, Roma, Bitonto, Giovinazzo, Monopoli, Catanzaro, Locri, Barcellona Pozzo di Gotto, Castelvetrano, Vittoria, Cagliari.

## Ordine di battaglia
Armata Sarda
IV Corpo d’armata
Tenente Generale Enrico Cialdini.
4ª Divisione
Maggiore Generale Pes di Villamarina
- Brigata Regina
  - 9º Reggimento di linea
  - 10º Reggimento di linea
- 11º Battaglione bersaglieri
- 12º Battaglione bersaglieri
- 26º Battaglione bersaglieri
- Lancieri di Novara
- Brigata Dho di Artiglieria

con il 5º Reggimento Artiglieria Voloire